# Teretiopsis hyalina
Teretiopsis hyalina é uma espécie de gastrópode do gênero Teretiopsis, pertencente a família Raphitomidae.